# Бърдс
„Бърдс“ (на английски: The Byrds) е поп, психеделична и фолк рок музикална група от Лос Анджелис, Съединените американски щати, съществувала от 1964 до 1973 година.
Групата многократно променя състава си, като единственият постоянен участник е Роджър Макгуин. Макар че успяват да постигнат огромния търговски успех на съвременници като „Бийтълс“, „Бийч Бойс“ и „Ролинг Стоунс“ само за кратък период (1965 – 1966), днес „Бърдс“ са смятани от критиците за една от най-влиятелните рок групи на 60-те години на XX век. Първоначално те са сред пионерите на стила фолк рок, смесвайки влиянието на „Бийтълс“ и други групи от Британската инвазия със съвременна и традиционна фолк музика. С напредването на 60-те години групата оказва влияние и върху формирането на психеделичния рок, рага рока и кънтри рока.
Характерната за групата смес от чисти вокални хармонии и дрънчащата дванадесетструнна китара на Макгуин продължава да оказва влияние върху популярната музика и в наши дни. Най-известните им песни са кавър версиите на „Mr. Tambourine Man“ на Боб Дилън и „Turn! Turn! Turn!“ на Пит Сийгър, както и оригиналните „I’ll Feel a Whole Lot Better“, „Eight Miles High“, „So You Want to Be a Rock 'n' Roll Star“, „Ballad of Easy Rider“ и „Chestnut Mare“.
Оригиналният петчленен състав на „Бърдс“ се състои от Роджър Макгуин (соло китара, вокал), Джийн Кларк (тамбурина, вокал), Дейвид Крозби (ритъм китара, вокал), Крис Хилман (бас китара, вокал) и Майкъл Кларк (барабани). Този състав на групата е относително нетраен и в началото на 1966 година Джийн Кларк напуска, поради психически проблеми и нарастващата му изолация от останалите музиканти. „Бърдс“ продължават като квартет до края на 1967 година, когато Дейвид Крозби и Майкъл Кларк също напускат. Макгуин и Хилман решават да потърсят нови членове и се обръщат към пионера на кънтри рока Грам Парсънс, но в края на 1968 година и Парсънс, и Хилман се отказват. Макгуин решава да възстанови групата и между 1968 и 1973 година оглавява неин нов състав, включващ и китариста Кларънс Уайт. В началото на 1973 година той разпуска тогавашния състав, за да даде възможност за ново събиране на оригиналния квартет. Последният албум на „Бърдс“ излиза през март 1973 година, малко преди възстановената група да се разпадне отново.

## Членове
Първоначални членове
- Роджър Макгуин – соло китара, банджо, синтезатор, вокал (1964 – 73, 1989 – 91, 2000)
- Джийн Кларк – дайре, ритъм китара, хармоника, вокал (1964 – 66, 1967, 1972 – 73, 1991)
- Дейвид Крозби – ритъм китара, вокал (1964 – 67, 1972 – 73, 1989 – 91, 2000)
- Майкъл Кларк – барабани (1964 – 67, 1972 – 73, 1991)
- Крис Хилман – бас китара, ритъм китара, мандолина, вокал(1964 – 68, 1972 – 73, 1989 – 91, 2000)

По-късни членове
- Кевин Кели – барабани (1968)
- Грам Парсънс – ритъм китара, пиано, електронен орган, вокал (1968)
- Кларънс Уайт – соло китара, мандолина, вокал (1968 – 73)
- Джийн Парсънс – барабани, банджо, хармоника, ритъм китара, вокал (1968 – 72)
- Джон Йорк – бас китара, вокал (1968 – 69)
- Скип Батин – бас китара, пиано, вокал (1969 – 73)

Хронология на членовете (1964 – 1973)

## Дискография
- Mr. Tambourine Man (1965)
- Turn! Turn! Turn! (1965)
- Fifth Dimension (1966)
- Younger Than Yesterday (1967)
- The Notorious Byrd Brothers (1968)
- Sweetheart of the Rodeo (1968)
- Dr. Byrds & Mr. Hyde (1969)
- Ballad of Easy Rider (1969)
- (Untitled) (1970)
- Byrdmaniax (1971)
- Farther Along (1971)
- Byrds (1973)